# Dominic Angeloch
Dominic Angeloch (* 1979 in Stuttgart) ist ein deutscher Literaturwissenschaftler, Philosoph, Übersetzer und Schriftsteller.

## Leben und Wirken
Dominic Angeloch studierte Philosophie, Romanistik und Allgemeine und Vergleichende Literaturwissenschaft an der Universität Heidelberg, in Paris und in Berlin. An der Freien Universität Berlin erwarb er 2007 den Magister Artium. Anschließend absolvierte er ein Promotionsstudium an den Universitäten Bielefeld und München. Dort wurde er 2012 mit einer Arbeit über Gustave Flaubert zum Dr. phil. promoviert. 2020 habilitierte er sich an der Universität Frankfurt am Main mit einer Arbeit über Erfahrung und Erkenntnispoetik in Auswertung der Werke von Wilfred Bion und George Orwell. 2020/2021 hatte er an der Universität München eine Vertretungsprofessur für Allgemeine und Vergleichende Literaturwissenschaft. Angeloch ist Privatdozent am Institut für Allgemeine und Vergleichende Literaturwissenschaft der Universität Frankfurt.
Zu seinen Arbeitsschwerpunkten gehören die englisch-, französisch- und deutschsprachige Literatur ab dem 18. Jahrhundert, die Kritische Theorie, Geschichte der Psychoanalyse, Ästhetik sowie Literatur-, Erzähl- und Erkenntnistheorie.
Dominic Angeloch verfasste auch belletristische Literatur und ist als Übersetzer englisch- und französischsprachiger Schriften tätig. Seit 2014 ist er Chefredakteur der psychoanalytischen Fachzeitschrift Psyche.

## Schriften
- Blinder Passagier. Roman in vier Erzählungen. Frank, Berlin 2007, ISBN 978-3-940249-11-1.
- Trawler. Frank, Berlin 2010, ISBN 978-3-940249-29-6

- Die Beziehung zwischen Text und Leser. Grundlagen und Methodik psychoanalytischen Lesens. Mit einer Lektüre von Flauberts „Éducation sentimentale“. Dissertation. Universität München 2012. Überarbeitete Fassung: Psychosozial-Verlag, Gießen 2014, ISBN 978-3-8379-2347-6.
- Die Wahrheit schreiben. George Orwell, Entwicklung und Methode seines Erzählens. Edition Tiamat, Berlin 2022, ISBN 978-3-89320-285-0 (Inhaltsverzeichnis und Einleitung online, PDF; 290 kB).
- Die Realität hinter der Realität. Verschwörungsdenken als moderne Denkform. Büchner, Marburg 2023, ISBN 978-3-96317-352-3.

Herausgaben:
- mit Astrid Lange-Kirchheim, Carl Pietzcker: William Shakespeare. Konferenzschrift. Königshausen & Neumann, Würzburg 2018, ISBN 978-3-8260-6411-1.
- mit Joachim Küchenhoff, Joachim Pfeiffer: Angst. Konferenzschrift. Königshausen & Neumann, Würzburg 2018, ISBN 978-3-8260-6842-3.
- mit Joachim Küchenhoff, Joachim Pfeiffer: Nietzsche. Konferenzschrift. Königshausen & Neumann, Würzburg 2020, ISBN 978-3-8260-6985-7.

Übersetzungen:
- mit Mario Engelhardt, Bernadette Grubner, Edda Hevers, Michael Schröter: Kurt R. Eissler: Bleibende Relevanz. Beiträge zu Theorie und Technik. Herausgegeben von Thomas Aichhorn und Konstanze Zinnecker-Mallmann. Brandes & Apsel, Frankfurt am Main 2016, ISBN 978-3-95558-180-0.

Beiträge:
- „Les Momies que l’on a dans le Cœur“. Zur zentralen Konfliktsituation in Flauberts „L’Éducation Sentimentale“. In: Tillmann F. Kreuzer, Kathrin Weber (Hrsg.): Invidia – Eifersucht und Neid in Kultur und Literatur. Psychosozial-Verlag, Gießen 2011, ISBN 978-3-8379-2116-8, S. 147194.